# وین ویلیامز
وین برترام ویلیامز (متولد ۲۷ مه ۱۹۵۸) یک قاتل زنجیره ای آمریکایی است که به جرم قتل دو نفر در سال ۱۹۸۱ در آتلانتا، جورجیا، به حبس ابد محکوم شده و در زندان به سر می برد. پلیس معتقد است که وی مسئول حداقل ۲۴ قتل از ۳۰ قتل سریالی کودکان در جریان قتل های سریالی آتالانتا در بین سال 1979 تا 1981 است. او هرگز به جرم قتل های دیگر محاکمه نشد، گرچه این پرونده ها بسته شده است.

## سنین جوانی و تحصیل
وین ویلیامز در ۲۷ مه ۱۹۵۸ متولد شد. او فرزند هومر و فی ویلیامز است و در محله دیکسی هیلز در جنوب غربی آتلانتا بزرگ شد. پدر و مادرش هر دو معلم بودند. ویلیامز از دبیرستان داگلاس فارغ التحصیل شد و علاقه شدیدی به رادیو و روزنامه نگاری پیدا کرد. او حتی ایستگاه رادیویی خودش را ساخت و با تعدادی از گویندگانش دوست شد و شروع به تولید و مدیرت موسیقی پاپ کرد. 

## قتل های آتلانتا
ویلیامز اولین بار در نیمه شب ۲۲ مه ۱۹۸۱ مظنون به قتل در آتلانتا شد. هنگامی که یک تیم گشت پلیس در نیمه شب در حال تماشای پل جیمز جکسون پارک بودند، صدای افتادن چیزی از روی پل به رودخانه چاتاهوچی را شنیدند (محلی که چندین جسد از قربانیان کشف شده بود). اولین اتومبیلی که پس از سر و صدا از پل خارج شد متعلق به ویلیامز بود. هنگامی که اتومبیل او متوقف شد و از او در این مورد سوال شد، وی به پلیس گفت که در حال رفتن به شهری در نزدیکی آتالانتا است تا صبح روز بعد با یک خواننده جوان به نام چریل جانسون دیدار کند. با این حال معلوم شد که شماره تلفن او و چریل جانسون که خودش به پلیس داده بود جعلی بود. 
دو روز بعد و در ۲۴ مه، جسد برهنه ناتانیل کاتر ۲۷ ساله که چهار روز گم شده بود، در رودخانه کشف شد. معاینه پزشکی حکم داد که وی به دلیل خفگی احتمالی درگذشته است اما هرگز به طور قطع گفته نشد که او را خفه کرده اند. پلیس تصور می کرد که ویلیامز او را کشته و بدن او منبع صدایی است که هنگام عبور ماشین وی از پل شنیده شده است. 
ویلیامز در سه تست دستگاه دروغ سنج رد شد. مشخص شد موها و الیاف روی جسد قربانی دیگری به نام جیمی ری پین با خانه، ماشین و سگ او سازگار است. شاهدان به پلیس گفتند که ویلیامز را در زمان قتلها با خراش‌هایی بر روی صورت و بازوهایش دیده بودند که ممکن است توسط قربانیان در زمان دفاع از خود بر روی او ایجاد شده باشند. ویلیامز یک کنفرانس مطبوعاتی در خارج از خانه خود برای اعلام بی گناهی خود برگزار کرد و گفت که در تست های چاپ نگار موفق نشده است، و این مدرک در دادگاه غیرقابل قبول است. 
ویلیامز در تاریخ ۳ و ۴ ژوئن به مدت دوازده ساعت توسط پلیس در مرکز FBI مورد بازجویی قرار گرفت و بدون اتهام آزاد شد اما همچنان تحت نظر بود.

## دستگیری و محاکمه
ویلیامز در ۲۱ ژوئن ۱۹۸۱ به جرم قتل کاتر و پین دستگیر شد. دادگاه وی در ۶ ژانویه ۱۹۸۲ در شهرستان فولتون آغاز شد. در طول دادگاه دو ماهه، دادستان ها تعدادی از قربانیان را با نوزده منبع الیاف از خانه و ماشین ویلیامز مطابقت دادند. از جمله شواهد دیگر می توان به شهادت شاهدان اشاره کرد که ویلیامز را با چندین قربانی درحالی که زنده بودند دیده بودند، و همچنین ناسازگاری روایت وی از محلی که وی در آن زمان حضور داشته است. پس از دوازده ساعت مشورت، هیئت منصفه وی را در ۲۷ فوریه به دلیل قتل کاتر و پین مقصر دانست و وی به حبس ابد محکوم کرد. پس از اینکه ویلیامز مظنون به قتل شد، قتل‌های آتالانتا متوقف شد. 
در اواخر دهه ۱۹۹۰، ویلیامز خواستار اعاده دادرسی شد. هال کریگ قاضی دادگاه عالی شهرستان باتس درخواست او را رد کرد. توربرت بیکر، دادستان کل جورجیا گفت که "گرچه این روند فرجام خواهی را به پایان نمی‌رساند، اما من از نتایج در پرونده خوشحالم" و دفتر وی "به انجام هر کاری برای حمایت از محکومیت ادامه می دهد." در اوایل سال ۲۰۰۴ ویلیامز مجدداً خواستار اعاده دادرسی شد، وکلای وی اظهار داشتند که مقامات اجرای قانون مدارک مربوط به دخالت کوکلوس‌کلان در قتل‌ها را پنهان میکنند، و الیاف فرش که ظاهراً او را به جنایات مرتبط می کند در برابر تحقیقات علمی ایستادگی نمی‌کند. یک قاضی فدرال درخواست اعاده دادرسی را در ۱۷ اکتبر ۲۰۰۶ رد کرد. 

## در رسانه
در فصل دوم سریال شکارچی ذهن که به موضوع قتل های سریالی آتالانتا می‌پرداخت، نحوه دستگیری، بازجویی‌ها و جریانات مرتبط با وین ویلیامز با بازی کریستوفر لوینگستون به تصویر کشیده شد.